# رقص الزفاف
رقص الزفاف هي لوحة زيتية رسمها بيتر بروخل الأكبر في عام 1566، اللوحة حالياً ضمن مقتنيات معهد ديترويت للفنون.